# Montes Tenasserim

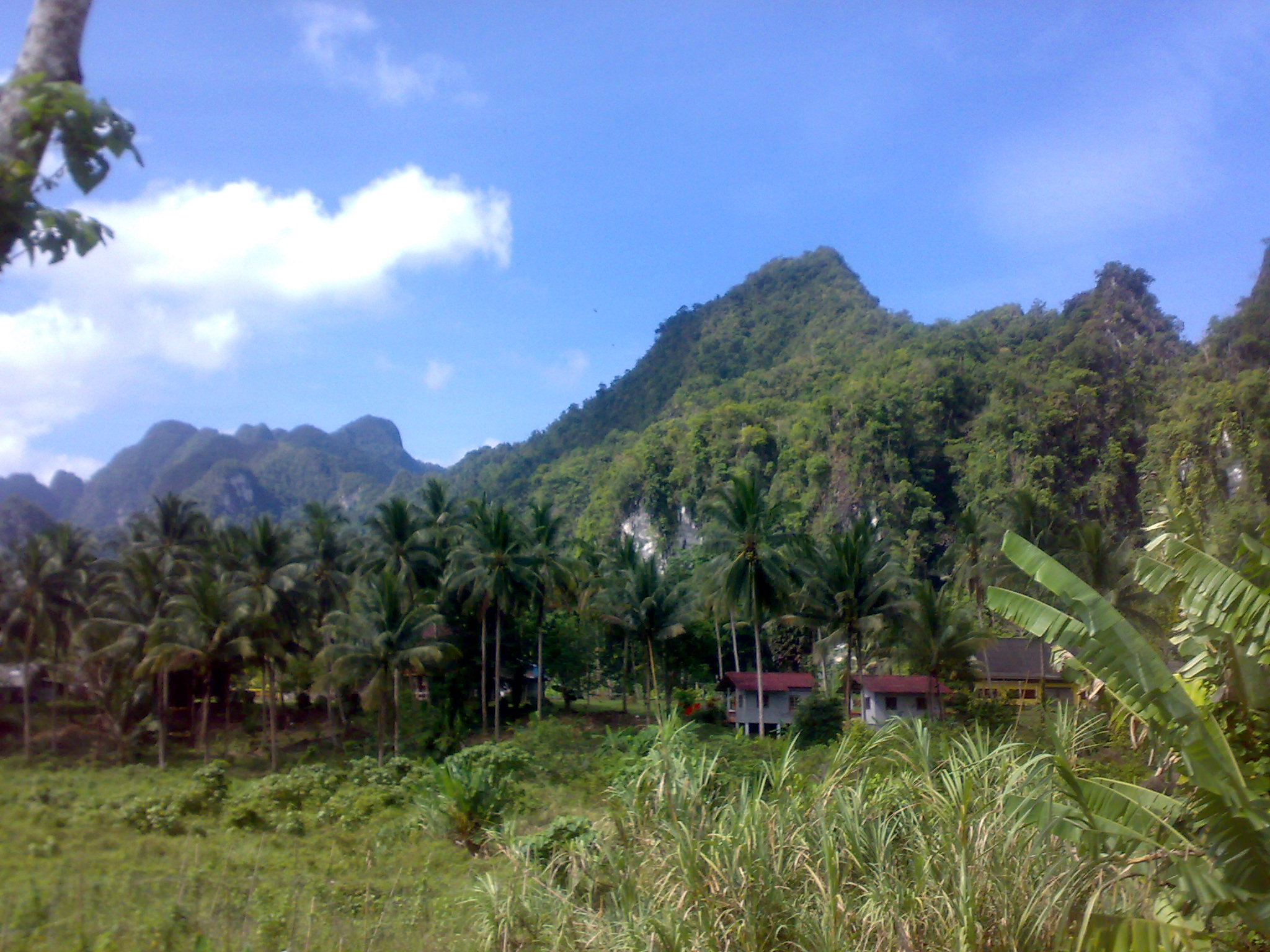
As montanhas Khao Sok, Surat Thani, Tailândia, em direção ao extremo sul dos Montes Tenasserim.

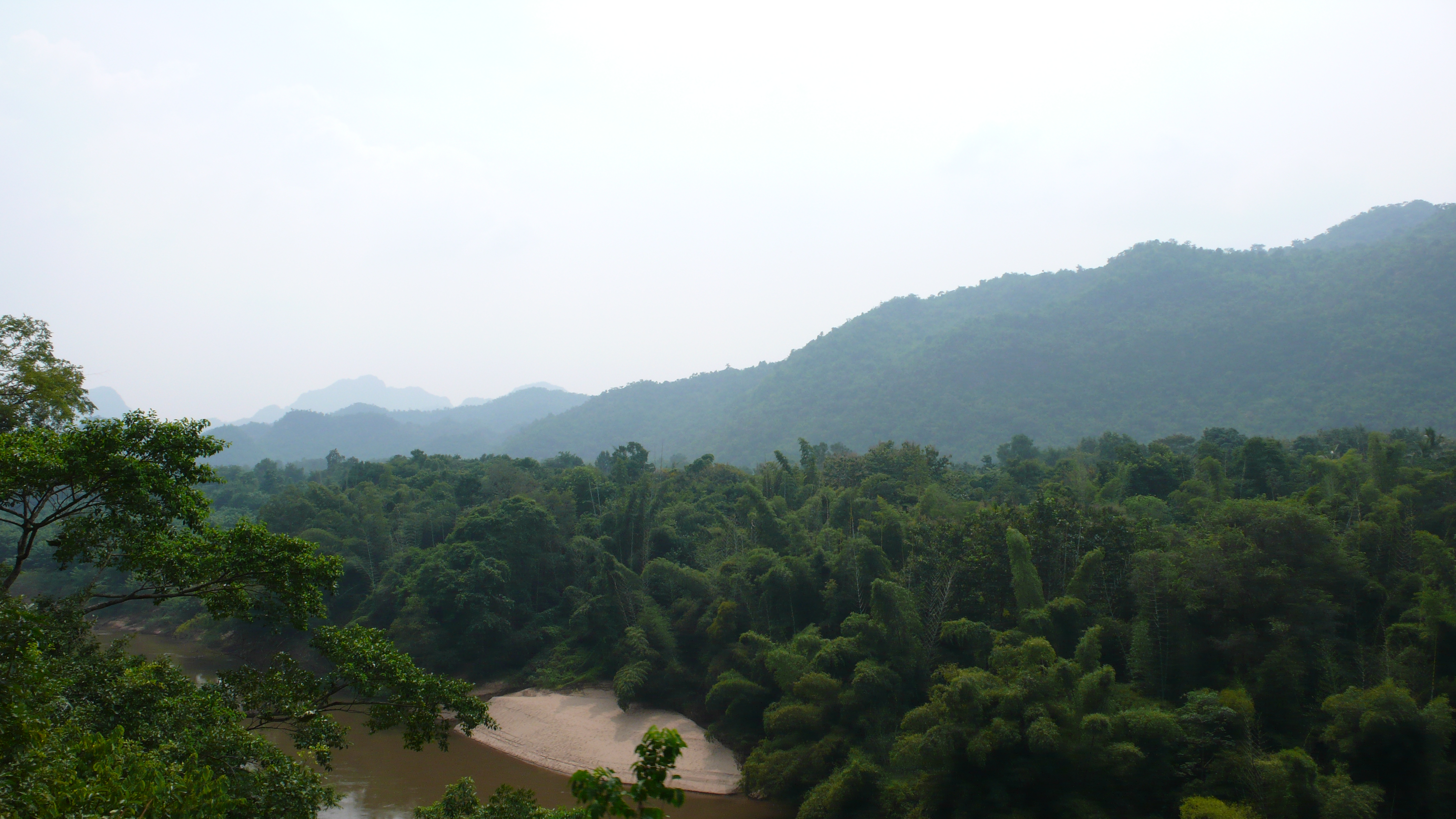
Vista a partir da Ferrovia da Morte sobre o rio Kwai, província de Kanchanaburi.

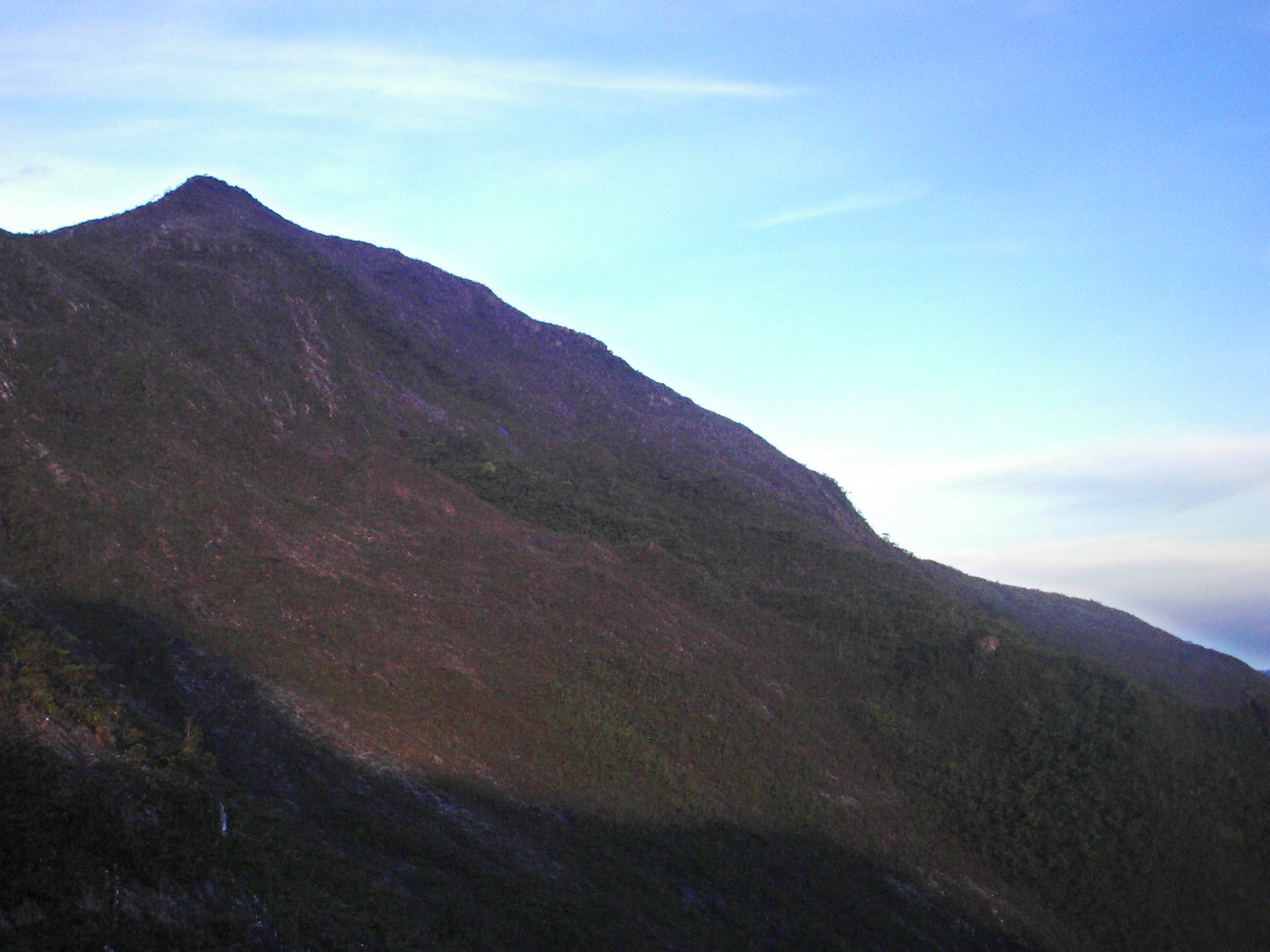
Pico menor do Monte Tahan na área mais alta da serra, estado de Pahang, Malásia.

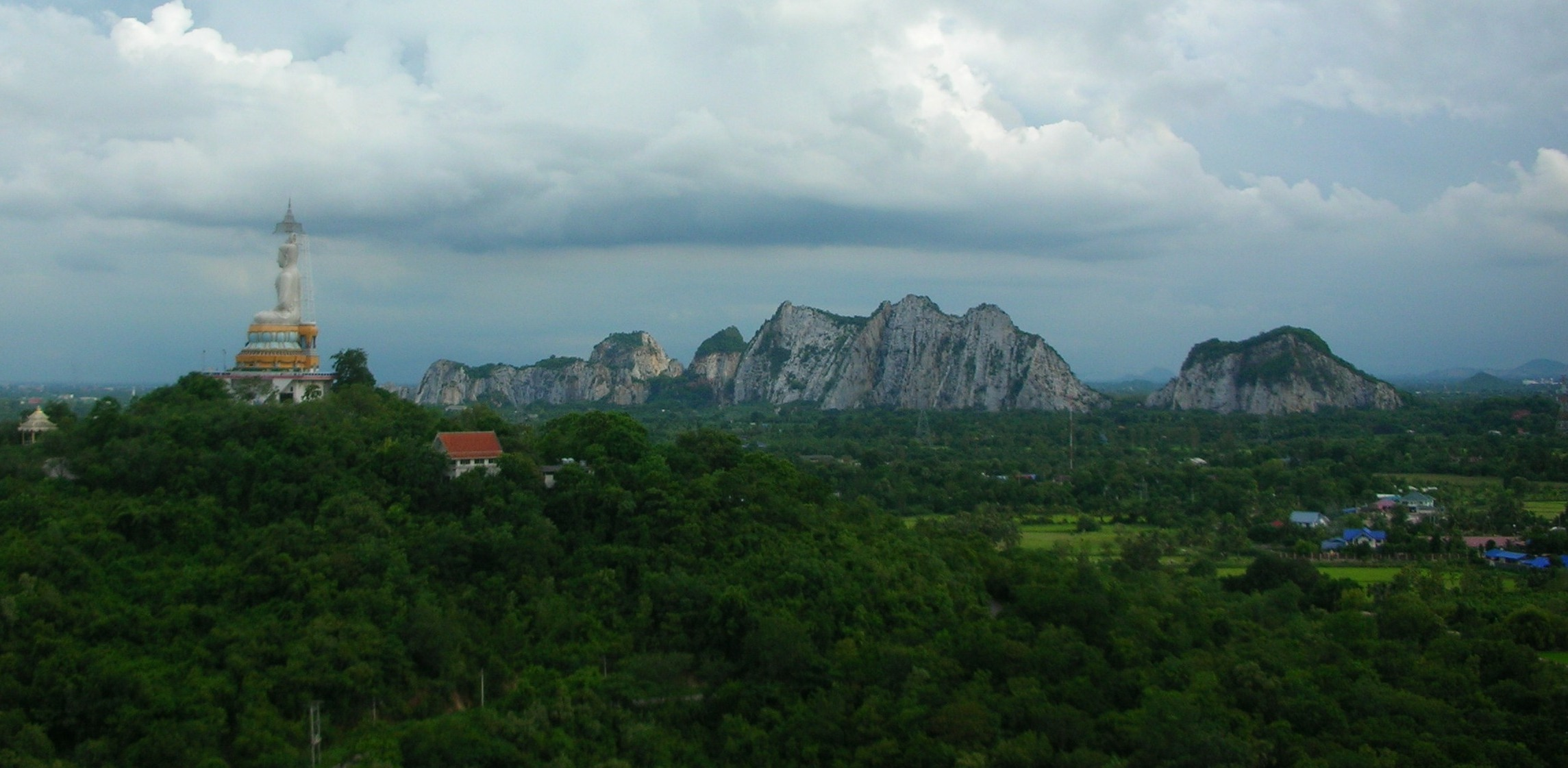
Montes de calcário perto de Wat Nong Hoi, Ratchaburi, Tailândia.

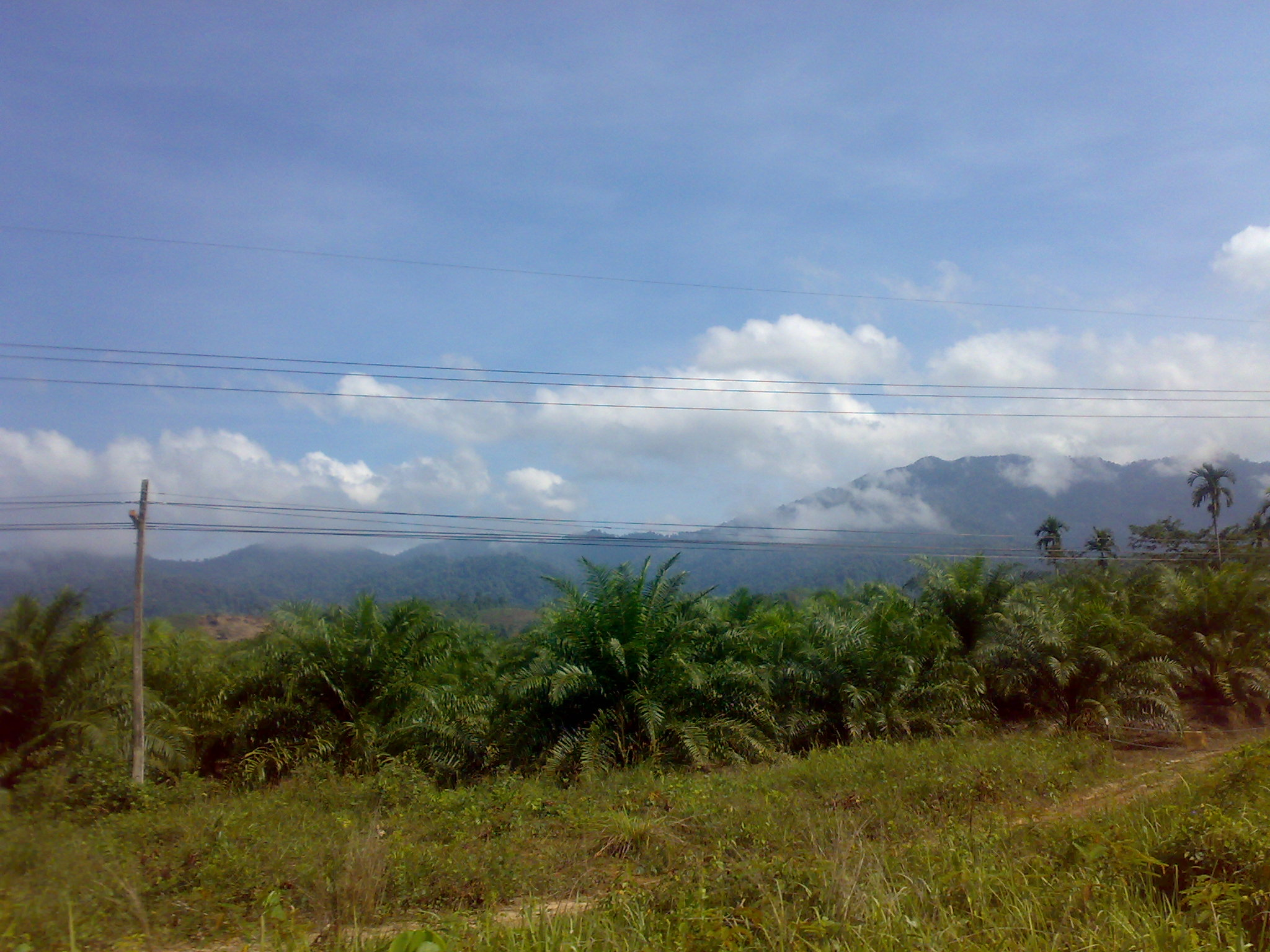
Os Montes Tenasserim em Kapong, Phang Nga, Tailândia.

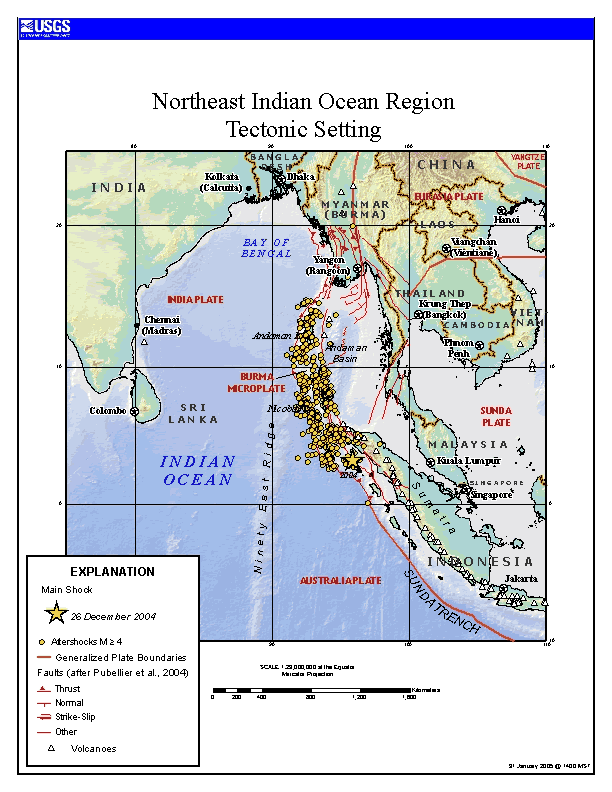
Mapa do ambiente tectônico do sismo e tsunami do Oceano Índico de 2004 mostrando as falhas geológicas ao longo dos Montes Tenasserim.

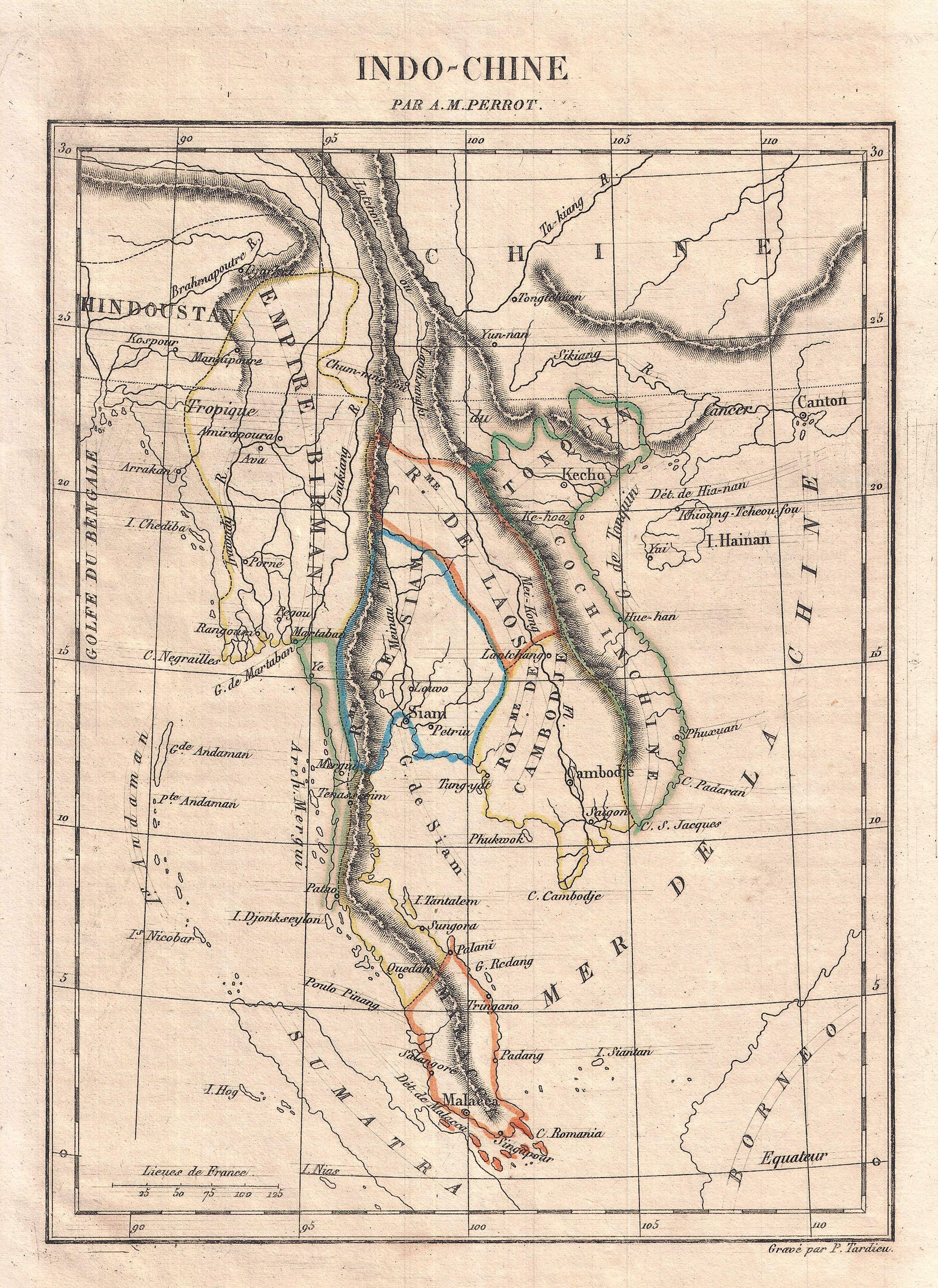
Os Montes Tenasserim representados em um mapa antigo do século XIX por Aristide Michel Perrot.

Os Montes Tenasserim  ou Serra de Tenasserim (birmanês:  တနင်္သာရီ တောင်တန်း; em tailandês:  ทิวเขาตะนาวศรี Thiokhao Tanaosi; em malaio: Banjaran Tenasserim) é o nome geográfico de uma cadeia de montanhas de aproximadamente 1 700 km de comprimento, que faz parte do sistema de montanha indo-malaio no Sudeste Asiático. Apesar de sua altitude relativamente baixa estas montanhas formam uma barreira efetiva entre a Tailândia e Myanmar na sua região norte e central. Há apenas duas rodovias transnacionais e dois pontos transfronteiriços entre Chumphon e Tak, no Passo dos Três Pagodes e no Mae Sot. Este último está localizado além do extremo norte da serra, onde os Montes Tenasserim encontram a Montanha Dawna.
O trecho sul desta extensa cadeia de montanhas corre ao longo do istmo de Kra na península da Malásia, quase alcançando Singapura. Muitos rios têm sua origem nestas montanhas, mas nenhum deles é muito longo.

## Etimologia
Esta cadeia de montanhas recebe seu nome da Região de Tenasserim (Tanintharyi) em Myanmar e seu nome em tailandês é Thio Khao Tanaosi, também escrito Tanawsri, Tanao Sri ou Tanaw Sri.

## Geografia
Os Montes Tenasserim fazem parte de uma longa cadeia de montanhas de granito que é mais antiga que o Himalaia. Mais ao sul do paralelo 16, os Montes Shan dividem-se em estreitas faixas montanhosas de encostas íngremes, a Montanha Dawna ao oeste e, paralelo a ela, no extremo sul, as montanhas peninsulares Tenasserim, que se estendem em direção ao sul, ao longo do istmo de Kra.
No sentido leste, na província de Kanchanaburi no lado tailandês, a serra é cortada pelos rios Khwae Yai e Khwae Noi. Nesta região pequenas montanhas se alternam com vales estreitos que muitas vezes têm apenas cerca de 2 km de largura e mais a leste, há apenas montes isolados, onde a serra termina na planície central da Tailândia. Mais ao sul os rios Phachi, Pranburi e Phetchaburi correm do leste das montanhas na direção do Golfo da Tailândia.
Os montes mais ocidentais estão separados da costa de Tenasserim pela Falha dos Três Pagodes. A oeste dela fica a Montanha Dawna, os Montes Karen e os vales dos  rios Salween e Gyaing. Em direção ao sul, no lado ocidental, os rios Ye, Heinze, Dawei (Tavoy), Grande Tenasserim (Tanintharyi) e Lenya são relativamente curtos e correm para o mar de Andamão. Mais ao sul, o rio Kraburi constitui a fronteira sul entre a Tailândia e Myanmar.

### Setores
- Norte: O extremo norte da cadeia de montanhas se sobrepõem à Montanha Dawna e não está claramente definido. Alguns trabalhos geográficos definem o Passo dos Três Pagodes como o limite norte. O Monte Tenghyo é um pequeno prolongamento norte seguindo a costa. Os pontos mais altos da parte norte estão na região de Bilauktaung, em Myanmar. A montanha Myinmoletkat Taung (2072 m) é o ponto mais alto da parte norte dos Montes Tenasserim, e, com uma elevação de 1857 m, é também um dos picos ultraproeminentes do Sudeste Asiático.[6] Outros picos são o Ngayannik Yuak Taung 1531 m e o  Palan Taung 1455 m, entre outras cimeiras igualmente elevadas. As elevações médias dos Montes Tenasserim são maiores no lado birmanês, com picos que atingem 1000 m, enquanto que no lado tailandês os cumes mais altos possuem cerca de 600 m.[7]
- Central: A extensão sul da Bilauktaung atinge o extremo norte do istmo de Khra. Mais ao sul, a 1780 m de altitude, a Khao Luang (เขา หลวง), situada na província de Nakhon Si Thammarat, é a montanha mais alta do sul da Tailândia. Alguns trabalhos geográficos recentes se referem ao setor dos Montes Tenasserim no istmo como o "Monte Phuket" e o "Monte Nakhon Si Thammarat". Contudo, estes nomes não são encontrados em fontes geográficas clássicas.[8]
- Sul: As Montanhas Titiwangsa formam o trecho sul do sistema montanhoso. A parte norte é conhecida como Montanha Sankalakhiri, formado pelos montes menores Pattani, Songkhla e Taluban. A cadeia principal corre aproximadamente de noroeste para sudeste através da fronteira até a península da Malásia e constitui a espinha dorsal das montanhas malaias no estado de Kelantan. Os sopés se estendem mais a sudeste, até Johor, onde está localizado o Monte Ophir com 1276 m de altitude. A 2187 m de altitude fica o Monte Tahan (Gunung Tahan) e a 2183 m de altitude o Monte Korbu (Gunung Korbu), que são os maiores picos desta extensão e de todo o Monte Tenasserim.[9]

## Ecologia
As grandes extensões destes morros são cobertos por densa floresta tropical. Normalmente, as encostas ocidentais são mais densamente arborizadas do que a parte leste, pois, recebem chuvas de monção mais abundantes. Estas florestas juntamente com as florestas tropicais das montanhas Kayah-Karen fazem parte da eco-região florestas úmidas Kayah-Karen/Tenasserim que está incluída na lista Global 200 de eco-regiões identificadas pela World Wildlife Fund (WWF) como prioridades para a conservação. As encostas ocidentais descem até o nível do mar, onde há grandes áreas cobertas de manguezais.
Os Montes Tenasserim são o habitat para um número de espécies ameaçadas de extinção, incluindo a ave Gurney's Pitta, endêmica da Tailândia e Myanmar, bem como o elefante-asiático e o tigre. O rinoceronte-de-sumatra também tem sido encontrado nos Montes Tenasserim; há registros do norte da região de Tenasserim, onde há inúmeros relatos em 1962, até Kota Tinggi no sul, onde um rinoceronte foi capturado em 1994
Outras espécies incluem o sambar, muntiacus, cabrito-de-sumatra, cabrito-vermelho, leopardo, morcego-nariz-de-porco-de-kitti, o rato-branco e o macaco-de tenasserim, bem como e um número de espécies de aves. Entre os peixes nos córregos e riachos das montanhas merecem menção o peixe-imperador e o garra notata.
O Parque Nacional Tanintharyi e a Reserva da Natureza Tanintharyi foram criados em 2005, e o Parque Nacional Lenya foi proposto em 2002 e 2004, no lado birmanês, a fim de implementar a conservação do habitat, mas a exploração ilegal de madeira movida pela ganância e corrupção é um problema constante em ambos os lados da fronteira. No lado tailandês o Parque Nacional Kaeng Krachan já foi demarcado em 1981, abrangendo partes dos distritos de Nong Ya Plong, Kaeng Krachan e Tha Yang na província de Phetchaburi, e de Hua Hin na província de Prachuap Khiri Khan. O Parque Nacional de Khao Sam Roi Yot está localizado nas montanhas calcárias Khao Sam Roi Yot, um ramo costeiro da da cadeia principal de Tenasserim e o Parque Nacional Nam Tok Huay Yang é outro parque na província de Prachuap Khiri Khan que está localizado no lado tailandês na área de fronteira entre 100 e 1200 metros acima do nível do mar.

## História
Esta cadeia de montanhas forma uma fronteira natural entre Myanmar e a Tailândia, mas foi ultrapassada em 1759 por tropas birmanesas lideradas por Alaungpaya e seu filho Hsinbyushin durante a Guerra birmano-siamesa (1759-1760). O plano de batalha dos birmaneses era o de contornar as posições siamesas fortemente defendidas ao longo das mais curtas, e diretas rotas de invasão. A força de invasão derrotou as defesas siamesas relativamente fracas na costa, cruzou os Montes Tenasserim até atingir o litoral do Golfo da Tailândia, e virou em direção ao norte até Ayutthaya.
Em janeiro de 1942, no início da conquista japonesa da Birmânia, o corpo principal da Divisão 33 japonesa começou o ataque principal para Rangoon pelo oeste da Tailândia através do Passo Kawkareik nos Montes Tenasserim. A estrada foi aberta pelas montanhas por engenheiros militares japoneses, mas muitas unidades de infantaria atravessaram as montanhas a pé, em uma marcha árdua através das florestas e penhascos. Esta estrada ficava impraticável na época das chuvas, quando a lama e os riachos dificultavam o avanço da infantaria japonesa e as sanguessugas abundavam.
Entre 1942 e 1943, durante a construção da Ferrovia da Birmânia entre Bangkok e Yangon, o Passo Fogo do Inferno nos Montes Tenasserim foi uma etapa particularmente difícil da construção da ferrovia. Foi o maior corte de rocha na estrada de ferro, também conhecida como a "Ferrovia da Morte", agravado por seu isolamento e a falta de ferramentas de construção apropriadas durante a construção. Os australianos, britânicos, neerlandeses, outros prisioneiros de guerra aliados, juntamente com trabalhadores chineses, malaios e tamis, foram obrigados pelos japoneses a completar o corte do trecho. 69 homens foram espancados até a morte pelos guardas japoneses e coreanos nas seis semanas que durou para construir a passagem de trem, e muitos mais morreram de cólera, disenteria, fome, e exaustão (Wigmore 568).
Em 19 de julho de 2011, um helicóptero Sikorsky UH-60 Black Hawk do Exército Real da Tailândia caiu nas montanhas matando nove ocupantes. O helicóptero havia sido enviado para recuperar cinco corpos de vítimas de outro helicóptero, um Bell UH-1 Iroquois, que caiu dois dias antes, enquanto procurava madeireiros ilegais no Parque Nacional de Kaeng Krachan, perto da fronteira birmanesa a oeste de Phetchaburi. O helicóptero Black Hawk caiu a aproximadamente 995 m de altitude na montanha Yage Taung na área do Parque Nacional de Tanintharyi, em Myanmar, perto da fronteira com a Tailândia.
Um terceiro helicóptero, um Bell 212, também caiu na mesma área, no domingo, 25 de julho a alguns quilômetros mais a leste perto da Reserva Kaeng Krachan. Pessoas supersticiosas atribuem as três quedas consecutivas ao fato de que as montanhas densamente florestadas dos Montes Tenasserim têm forte proteção espiritual.